# Голицын, Василий Юрьевич
Князь Василий Юрьевич Голицын (или Голицын-Булгаков; ум. 1584, Смоленск) — наместник, боярин, голова и воевода Ивана Грозного, принадлежавший ко второму поколению Голицыных. Сын князя Юрия Михайловича Голицына-Булгакова; младший брат И. Ю. Голицына.

## Биография
В 1536 году первый воевода Ертаульного полка в походе против шведов и отправлен из Новгорода воеводою Большого полка с царём Бекбулатовичем к Выборгу, а после указано ему быть в Юрьеве. В 1549 году стольник и четвёртый есаул в шведском походе. В 1551 году пятьдесят первый голова в Государевом полку, командовал 177 детьми боярскими в походе к Полоцку. В 1563 году первый воевода Большого полка украинных войск, воеводствовал в Пронскe. В 1563 году первый воевода Передового полка стоявшего у Дедилова. В 1564 году первый воевода в Пронске, где годовал. В сентябре 1565 первый воевода в Одоеве и указано ему в мае 1566 года в связи с литовской и крымской угрозою идти из Одоева на берег Оки и быть воеводою Сторожевого полка с князем Шуйским, а по тайной росписи велено идти с берега Оки навстречу Государю воеводою Большого полка с бояриным Мстиславским.
В сентябре 1567 года первый воевода в Туле. В 1568 году, после возвращения из царского похода в Новгород, первый воевода, командовал сторожевым полком в Великих Луках, а потом воевода в Волоколамске для охранения от литовцев. В 1570 и 1575 наместник и воевода в Брянске. В сентябре 1571 года первый воевода в Туле, а по сходу украинных воевод указано ему быть первым воеводою Большого полка против крымцев, а по их отступлению первый воевода Передового полка в Серпухове. В 1572 году первый воевода, командовал ертаулом в государевом зимнем шведском походе в Новгород, откуда послан против шведов первым воеводою Большого полка, потом велено ему быть в Юрьев 1-м воеводой. Весной участвовал в государевом походе в Новгород вторым воеводою Передового полка в Сыренск. Осенью первый воевода Сторожевого полка на берегу Оки.
В ливонской кампании 1573 года участвовал в составе большого полка вторым воеводою во взятии Пайде, а по взятии города послан первым воеводою Передового полка против неприятеля, взял Ропу-мызу и вернулся в Юрьев, откуда царь приказал ему идти в Ругодив. В апреле того же года командовал сторожевым полком в Коломне, но вскоре попал в опалу и был отозван в Москву. Зимой того же года командовал полком правой руки в походе против черемисов, затем снова направлен в Юрьев 1-м воеводой. В апреле 1573 года присутствовал на свадьбе дочери двоюродного брата царя Ивана Грозного, князя Владимира Андреевича — княжны Марии Владимировны и короля Магнуса в Новгороде.
Зимой 1573/1574 послан под командой Симеона Бекбулатовича с передовым полком 1-м воеводой в Ливонию к городам Лиговерь, Коловерь и Ревель, причём русское войско под Ревелем было разбито, и Голицыну с трудом удалось избежать плена и гибели.
В 1574 году послан первым воеводою войск правой руки к Нижнему Новгороду на луговых и нагорных черемисов. Весной того же года командовал Сторожевым полком в Коломне против крымского хана. В апреле 1575 командовал полком правой руки на Мышеге против крымского хана, затем оставлен на Оке во главе Большого полка. С осени первый воевода в Серпухове, а после первый воевода войск правой руки в Мышете. С весны 1576 года командовал полком левой руки с пятью головами под Каширой в ожидании возможного набега крымских татар. В 1577 году пожалован в бояре, участвовал во главе передового полка в осаде Ревеля, откуда возвратился в Псков. В 1578 году водил большой полк к Вендену с «нарядом» против литовцев, послан воеводою Большого полка к Ровнову, а по взятии города, когда литовцы захватили Невель, велено ему идти к данному городу, а как литовца взяли Кесь, то ходил с войском к данному городу вторым воеводою Большого полка. В этом же году первый воевода в Юрьеве, откуда ходил к Сыренску.
В 1579 году второй воевода Сторожевого полка против литовцев и лифляндцев, собирал детей боярских во Пскове, стоял со сторожевым полком в Коломне. В мае 1580 года, первый воевода Передового полка в Калуге, по получении сообщения о захвате польским королём Стефаном Баторием Великих Лук, первым воеводою водил полк левой руки к Волоколамску. Вернувшись из этого похода, ходил к Серпухову против крымских татар. Оттуда с царём ходил в Псков со сторожевым полком 2-м воеводой. Из Пскова был направлен с передовым полком в Калугу.
В 1581 году, вместе с дьяком Низовцевым осуществлял смотр каширским детям боярским, которым отводились места для службы в Можайске, Смоленске и Новгороде, затем водил сторожевой полк в Ржев, охраняя основное войско от литовцев и поляков. В 1582 ходил с передовым полком против шведов, затем командовал сторожевым полком в Зубцове. В 1583 году наместник в Новгороде. Весной 1584 года направлен 1-м воеводой на год в Смоленск, где в том же году и умер.

## Семья
Был женат по крайней мере дважды. По мнению князя Николая Николаевича Голицына, занимавшегося изучением истории рода Голицыных в XIX веке, последней женой Василия Юрьевича (после 1571 года) была вдова Фёдора Басманова, Соломонида Григорьевна, урождённая Желябужская. Эти сведения повторяются в современном издании «Славянская энциклопедия. Киевская Русь — Московия» В. В. Богуславского, где утверждается также, что Соломонида Григорьевна стала матерью троих сыновей Василия Юрьевича.
Однако в статье «Родословная Басмановых», изданной в журнале «Русская старина» в ноябре 1901 года, эти сведения названы ошибочными. Со ссылками на исторические источники в статье утверждается, что последняя жена Василия Юрьевича не могла быть вдовой Фёдора Басманова, поскольку имя той было Варвара Васильевна (в девичестве Сицкая), и после смерти Басманова она была выдана замуж за одного из двоих князей Иванов Константиновичей Курлятевых, вероятно старшего. Со ссылкой на Н. П. Лихачёва, в статье утверждается, что первую жену Василия Юрьевича звали Дарья, и она была ещё жива в 1573 году. Известно, что последняя жена Василия Юрьевича после его смерти стала схимонахиней Вознесенского монастыря в Кремле, приняв имя Софья. Н. П. Лихачёв указывает, что её отчество было Ивановна, а не Григорьевна.
Дети:
- Василий Васильевич (1572—1619)
- Иван Васильевич (ум. 1627)
- Андрей Васильевич (ум. 1611)